# Ruben Schaken
Ruben Schaken (Amsterdam, 3 aprile 1982) è un ex calciatore olandese, di ruolo attaccante.

## Carriera

### Club
Muove i primi passi nel calcio professionistico con la maglia dello Sportclub Cambuur, club che milita in Eerste Divisie(la serie cadetta olandese), dove esordisce nella stagione 2002/03.
La svolta, nella sua carriera, arriva con il trasferimento al VVV Venlo, una delle big che mira alla promozione in Eredivisie, con cui firma un contratto della durata di due anni. Sarà proprio Schaken, in tandem con il nipponico Keisuke Honda, a trascinare la squadra alla vittoria finale del campionato e, dunque, alla promozione nella massima serie.
Scaduto il contratto con il VVV Venlo, per Schaken arriva l'occasione della vita: per la stagione 2010/2011 viene ingaggiato dal Feyenoord, una delle grandi storiche del calcio olandese. La società crede molto in lui, egli fa firmare un biennale con clausola rescissoria fissata ad un milione. Dopo i dissapori con l'ex tecnico del Feyenoord, Mario Been, Schaken viene rivalutato da Ronald Koeman, arrivando a rivelarsi, nella stagione 2011-12, come una delle vere e proprie rivelazioni dell'Eredivisie.
Lascia il Feyenoord nel 2014 dopo 113 partite e 15 gol di Eredivisie.
Nel 2015 si accasa all'Inter Baku.

### Nazionale
Ha esordito in Nazionale olandese il 12 ottobre 2012 a Rotterdam contro l'Andorra; nella stessa occasione ha messo a segno il suo primo gol con gli Oranje.

## Statistiche

### Cronologia presenze e reti in Nazionale
| Cronologia completa delle presenze e delle reti in nazionale ― Paesi Bassi | Cronologia completa delle presenze e delle reti in nazionale ― Paesi Bassi | Cronologia completa delle presenze e delle reti in nazionale ― Paesi Bassi | Cronologia completa delle presenze e delle reti in nazionale ― Paesi Bassi | Cronologia completa delle presenze e delle reti in nazionale ― Paesi Bassi | Cronologia completa delle presenze e delle reti in nazionale ― Paesi Bassi | Cronologia completa delle presenze e delle reti in nazionale ― Paesi Bassi | Cronologia completa delle presenze e delle reti in nazionale ― Paesi Bassi |
| Data                                                                       | Città                                                                      | In casa                                                                    | Risultato                                                                  | Ospiti                                                                     | Competizione                                                               | Reti                                                                       | Note                                                                       |
| -------------------------------------------------------------------------- | -------------------------------------------------------------------------- | -------------------------------------------------------------------------- | -------------------------------------------------------------------------- | -------------------------------------------------------------------------- | -------------------------------------------------------------------------- | -------------------------------------------------------------------------- | -------------------------------------------------------------------------- |
| 12-10-2012                                                                 | Rotterdam                                                                  | Paesi Bassi                                                                | 3 – 0                                                                      | Andorra                                                                    | Qual. Mondiali 2014                                                        | 1                                                                          |                                                                            |
| 14-11-2012                                                                 | Amsterdam                                                                  | Paesi Bassi                                                                | 0 – 0                                                                      | Germania                                                                   | Amichevole                                                                 | -                                                                          |                                                                            |
| 22-3-2013                                                                  | Amsterdam                                                                  | Paesi Bassi                                                                | 3 – 0                                                                      | Estonia                                                                    | Qual. Mondiali 2014                                                        | 1                                                                          | 73’                                                                        |
| 7-6-2013                                                                   | Giacarta                                                                   | Indonesia                                                                  | 0 – 3                                                                      | Paesi Bassi                                                                | Amichevole                                                                 | -                                                                          |                                                                            |
| 11-6-2013                                                                  | Pechino                                                                    | Cina                                                                       | 0 – 2                                                                      | Paesi Bassi                                                                | Amichevole                                                                 | -                                                                          | 70’                                                                        |
| 14-8-2013                                                                  | Faro                                                                       | Portogallo                                                                 | 1 – 1                                                                      | Paesi Bassi                                                                | Amichevole                                                                 | -                                                                          | 82’                                                                        |
| 10-9-2013                                                                  | Andorra la Vella                                                           | Andorra                                                                    | 0 – 2                                                                      | Paesi Bassi                                                                | Qual. Mondiali 2014                                                        | -                                                                          |                                                                            |
| Totale                                                                     |                                                                            | Presenze                                                                   | 7                                                                          |                                                                            | Reti                                                                       | 2                                                                          |                                                                            |